# Lista de cardeais eleitores do conclave de 2025
O Conclave de 2025 foi convocado para eleger o papa, líder da Igreja Católica, para suceder o Papa Francisco após sua morte em 21 de abril de 2025. De acordo com a constituição apostólica Universi Dominici Gregis, que rege a vacância da Santa Sé, apenas os cardeais que não tenham completado 80 anos no dia em que a Santa Sé ficou vaga (neste caso, aqueles que nasceram em ou após 21 de abril de 1945) eram elegíveis para participar do conclave. Embora não seja um requisito formal, os cardeais eleitores invariavelmente elegem o papa entre seus membros. A eleição foi realizada por escrutínio secreto (latim: per scrutinium).
Dos 252 membros do Colégio dos Cardeais na época da morte de Francisco, 135 cardeais eleitores eram elegíveis para participar do conclave subsequente — apesar do máximo de 120 eleitores especificado na Universi Dominici Gregis. Para ser eleito papa, um candidato requer uma supermaioria de dois terços, ou 89 votos, já que foram 133 cardeais eleitores.
Dos 135 cardeais eleitores que eram elegíveis, cinco eram cardeais-bispos (sendo um patriarca), 110 eram cardeais-presbíteros e 20 eram cardeais-diáconos; cinco foram criados cardeais pelo Papa João Paulo II, 22 pelo Papa Bento XVI e 108 pelo Papa Francisco; 29 trabalhavam a serviço da Santa Sé (como na Cúria Romana), 79 estavam no ministério pastoral fora de Roma e 28 haviam se aposentaram. O cardeal eleitor elegível mais velho era Carlos Osoro Sierra, com 79 anos, e o mais jovem era Mykola Bychok, com 45 anos. Outros 116 cardeais eram inelegíveis para participar do conclave devido à sua idade.

## Cargos do Sacro Colégio de Cardeais
| Papa                      | Cardeal-bispos | Cardeal-bispos | Cardeal-presbíteros | Cardeal-presbíteros | Cardeal-diáconos | Cardeal-diáconos | Total  | Total     | Porcentagem total | Porcentagem total |
| Papa                      | Total          | Eleitores      | Total               | Eleitores           | Total            | Eleitores        | Total  | Eleitores | Total             | Eleitores         |
| ------------------------- | -------------- | -------------- | ------------------- | ------------------- | ---------------- | ---------------- | ------ | --------- | ----------------- | ----------------- |
| Papa João Paulo II (JPII) | 5              | 0              | 36                  | 5                   | 0                | 0                | 41     | 5         | 16,27%            | 3,7%              |
| Papa Bento XVI (BXVI)     | 4              | 2              | 58                  | 20                  | 0                | 0                | 62     | 22        | 24,6%             | 16,3%             |
| Papa Francisco (FRA)      | 4              | 3              | 111                 | 85                  | 33               | 20               | 149    | 108       | 59,13%            | 80%               |
| Total                     | 13             | 5              | 205                 | 110                 | 33               | 20               | 252    | 135       | 100.0%            | 100.0%            |
| Porcentagem total         | 5,16           | 3,7            | 81,35               | 81,48               | 13,1             | 14,81            | 100.0% | 100.0%    |                   |                   |

| Cargo                                                                                        | Nome                               | País                 | Nascimento             | Condição |
| -------------------------------------------------------------------------------------------- | ---------------------------------- | -------------------- | ---------------------- | -------- |
| Cardeal decano                                                                               | Giovanni Battista Re               | Itália               | 30 de janeiro de 1934  | Emérito  |
| Cardeal vice-decano                                                                          | Leonardo Sandri                    | Argentina            | 18 de novembro de 1943 | Emérito  |
| 1.º cardeal-bispo eleitor                                                                    | Pietro Parolin                     | Itália               | 17 de janeiro de 1955  | Eleitor  |
| Cardeal camerlengo                                                                           | Kevin Joseph Farrell               | Estados Unidos       | 2 de setembro de 1947  | Eleitor  |
| Vice-camerlengo                                                                              | Ilson de Jesus Montanari           | Brasil               | 18 de julho de 1959    | —        |
| 1.º cardeal eleitor                                                                          | Vinko Puljić                       | Bósnia e Herzegovina | 8 de setembro de 1945  | Eleitor  |
| Cardeal protobispo                                                                           | Giovanni Battista Re               | Itália               | 30 de janeiro de 1934  | Emérito  |
| Cardeal protopresbítero                                                                      | Michael Michai Kitbunchu           | Tailândia            | 25 de janeiro de 1929  | Emérito  |
| Cardeal protodiácono                                                                         | Dominique Mamberti                 | França               | 7 de março de 1952     | Eleitor  |
| Secretário                                                                                   | Arcebispo Ilson de Jesus Montanari | Brasil               | 18 de julho de 1959    | —        |
| Pietro Parolin foi o cardeal-bispo eleitor chamado para garantir o funcionamento do conclave |                                    |                      |                        |          |

## Número de cardeais no consistório
| Consistório               | Eleitor | Não eleitor | Total |
| ------------------------- | ------- | ----------- | ----- |
| Fevereiro 1983            |         | 1           | 1     |
| Maio 1985                 |         | 3           | 3     |
| Junho 1991                |         | 3           | 3     |
| Novembro 1994             | 1       | 4           | 5     |
| Fevereiro 1998            |         | 7           | 7     |
| Fevereiro 2001            |         | 9           | 9     |
| Outubro 2003              | 4       | 9           | 13    |
| Criados por João Paulo II | 5       | 36          | 41    |
| Outubro 2006              | 1       | 7           | 8     |
| Novembro 2007             | 5       | 11          | 16    |
| Novembro 2010             | 6       | 7           | 13    |
| Fevereiro 2012            | 7       | 12          | 19    |
| Novembro 2012             | 3       | 3           | 6     |
| Criados por Bento XVI     | 22      | 40          | 62    |
| Fevereiro 2014            | 10      | 6           | 16    |
| Fevereiro 2015            | 10      | 7           | 17    |
| Novembro 2016             | 10      | 4           | 14    |
| Junho 2017                | 2       | 3           | 5     |
| Junho 2018                | 8       | 5           | 13    |
| Outubro 2019              | 9       | 2           | 11    |
| Novembro 2020             | 7       | 5           | 12    |
| Agosto 2022               | 14      | 5           | 19    |
| Setembro 2023             | 18      | 3           | 21    |
| Dezembro 2024             | 20      | 1           | 21    |
| Criados por Francisco     | 108     | 41          | 149   |
| Total                     | 135     | 117         | 252   |

## Eleitores

### Cardeais-bispos
| Nome                           | País           | Nascimento                       | Títulos ou funções                                           | Papa | Consistório                                           |
| ------------------------------ | -------------- | -------------------------------- | ------------------------------------------------------------ | ---- | ----------------------------------------------------- |
| Pietro Parolin                 | Itália         | 17 de janeiro de 1955 (70 anos)  | Secretário de Estado da Santa Sé                             | FRA  | Fevereiro 2014 (cardeal-bispo: 28 de junho de 2018)   |
| Fernando Filoni                | Itália         | 15 de abril de 1946 (79 anos)    | Grão-mestre da Ordem Equestre do Santo Sepulcro de Jerusalém | BXVI | Fevereiro 2012                                        |
| Luis Antonio Tagle             | Filipinas      | 21 de junho de 1957 (67 anos)    | Pro-prefeito da Dicastério para a Evangelização              | BXVI | Novembro 2012                                         |
| Robert Francis Prevost, O.S.A. | Estados Unidos | 14 de setembro de 1955 (69 anos) | Prefeito do Dicastério para os Bispos                        | FRA  | Setembro 2023 (cardeal-bispo: 6 de fevereiro de 2025) |

### Patriarca
| Nome                 | País   | Nascimento                   | Títulos ou funções                      | Papa | Consistório |
| -------------------- | ------ | ---------------------------- | --------------------------------------- | ---- | ----------- |
| Louis Raphaël I Sako | Iraque | 4 de julho de 1948 (76 anos) | Patriarca Caldeu da Babilônia (Caldeia) | FRA  | Junho 2018  |

### Cardeais-presbíteros
| Nome                                  | País                           | Nascimento                        | Títulos ou funções                                                                                   | Papa | Consistório    |
| ------------------------------------- | ------------------------------ | --------------------------------- | --- | ---- | -------------- |
| Vinko Puljić                          | Bósnia e Herzegovina           | 8 de setembro de 1945 (79 anos)   | Arcebispo emérito de Sarajevo                                                                        | JPII | Novembro 1994  |
| Peter Turkson                         | Gana                           | 11 de outubro de 1948 (76 anos)   | Presidente emérito do Pontifício Conselho Justiça e Paz                                              | JPII | Outubro 2003   |
| Josip Bozanić                         | Croácia                        | 20 de março de 1949 (76 anos)     | Arcebispo emérito de Zagreb                                                                          | JPII | Outubro 2003   |
| Philippe Xavier Ignace Barbarin       | França                         | 17 de outubro de 1950 (74 anos)   | Arcebispo emérito de Lyon                                                                            | JPII | Outubro 2003   |
| Péter Erdő                            | Hungria                        | 25 de junho de 1952 (72 anos)     | Arcebispo de Esztergom-Budapeste                                                                     | JPII | Outubro 2003   |
| Stanisław Ryłko                       | Polónia                        | 4 de julho de 1945 (79 anos)      | Presidente do Pontifício para os Leigos                                                              | BXVI | Novembro 2007  |
| Francisco Robles Ortega               | México                         | 2 de março de 1949 (76 anos)      | Arcebispo de Esztergom-Budapeste                                                                     | BXVI | Novembro 2007  |
| Daniel DiNardo                        | Estados Unidos                 | 23 de maio de 1949 (75 anos)      | Arcebispo emérito de Galveston-Houston                                                               | BXVI | Novembro 2007  |
| Odilo Scherer                         | Brasil                         | 21 de setembro de 1949 (75 anos)  | Arcebispo de São Paulo                                                                               | BXVI | Novembro 2007  |
| Robert Sarah                          | Guiné                          | 15 de junho de 1945 (79 anos)     | Presidente emérito do Dicastério para o Culto Divino e Disciplina dos Sacramentos                    | BXVI | Novembro 2010  |
| Raymond Leo Burke                     | Estados Unidos                 | 30 de junho de 1948 (76 anos)     | Prefeito emérito do Supremo Tribunal da Assinatura Apostólica                                        | BXVI | Novembro 2010  |
| Kurt Koch                             | Suíça                          | 15 de março de 1950 (75 anos)     | Presidente do Dicastério para a Promoção da Unidade dos Cristãos                                     | BXVI | Novembro 2010  |
| Kazimierz Nycz                        | Polónia                        | 1 de fevereiro de 1950 (75 anos)  | Arcebispo emérito de Varsóvia                                                                        | BXVI | Novembro 2010  |
| Malcolm Ranjith                       | Sri Lanka                      | 15 de novembro de 1947 (77 anos)  | Arcebispo de Colombo                                                                                 | BXVI | Novembro 2010  |
| Reinhard Marx                         | Alemanha                       | 21 de setembro de 1953 (71 anos)  | Arcebispo de Munique e Freising                                                                      | BXVI | Novembro 2010  |
| João Braz de Aviz                     | Brasil                         | 24 de abril de 1947 (77 anos)     | Prefeito emérito do Dicastério para os Institutos de Vida Consagrada e Sociedades de Vida Apostólica | BXVI | Fevereiro 2012 |
| Thomas Christopher Collins            | Canadá                         | 16 de janeiro de 1947 (78 anos)   | Arcebispo emérito de Toronto                                                                         | BXVI | Fevereiro 2012 |
| Willem Jacobus Eĳk                    | Países Baixos                  | 22 de junho de 1953 (71 anos)     | Arcebispo de Utreque                                                                                 | BXVI | Fevereiro 2012 |
| Giuseppe Betori                       | Itália                         | 25 de fevereiro de 1947 (78 anos) | Arcebispo emérito de Florença                                                                        | BXVI | Fevereiro 2012 |
| Timothy Michael Dolan                 | Estados Unidos                 | 6 de fevereiro de 1950 (75 anos)  | Arcebispo de Nova Iorque                                                                             | BXVI | Fevereiro 2012 |
| Rainer Maria Woelki                   | Alemanha                       | 18 de agosto de 1956 (68 anos)    | Arcebispo de Colônia                                                                                 | BXVI | Fevereiro 2012 |
| James Michael Harvey                  | Estados Unidos                 | 20 de outubro de 1949 (75 anos)   | Arcipreste da Basílica de São Paulo Extramuros                                                       | BXVI | Novembro 2012  |
| Baselios Cleemis Thottunkal           | Índia                          | 15 de junho de 1959 (65 anos)     | Arcebispo maior de Trivandrum (Siro-Malancar)                                                        | BXVI | Novembro 2012  |
| Gerhard Ludwig Müller                 | Alemanha                       | 31 de dezembro de 1947 (77 anos)  | Prefeito emérito da Dicastério para a Doutrina da Fé                                                 | FRA  | Fevereiro 2014 |
| Vincent Nichols                       | Reino Unido                    | 8 de novembro de 1945 (79 anos)   | Arcebispo de Westminster                                                                             | FRA  | Fevereiro 2014 |
| Leopoldo José Brenes Solórzano        | Nicarágua                      | 7 de março de 1949 (76 anos)      | Arcebispo de Manágua                                                                                 | FRA  | Fevereiro 2014 |
| Gérald Cyprien Lacroix, I.S.P.X.      | Canadá                         | 27 de julho de 1957 (67 anos)     | Arcebispo de Quebec                                                                                  | FRA  | Fevereiro 2014 |
| Jean-Pierre Kutwa                     | Costa do Marfim                | 22 de dezembro de 1945 (79 anos)  | Arcebispo emérito de Abidjã                                                                          | FRA  | Fevereiro 2014 |
| Orani Tempesta, O.Cist.               | Brasil                         | 23 de junho de 1950 (74 anos)     | Arcebispo do Rio de Janeiro                                                                          | FRA  | Fevereiro 2014 |
| Mario Aurelio Poli                    | Argentina                      | 29 de novembro de 1947 (77 anos)  | Arcebispo emérito de Buenos Aires                                                                    | FRA  | Fevereiro 2014 |
| Philippe Ouédraogo                    | Burquina Fasso                 | 31 de dezembro de 1945 (79 anos)  | Arcebispo emérito de Uagadugu                                                                        | FRA  | Fevereiro 2014 |
| Chibly Langlois                       | Haiti                          | 29 de novembro de 1958 (66 anos)  | Bispo de Les Cayes                                                                                   | FRA  | Fevereiro 2014 |
| Manuel Clemente                       | Portugal                       | 16 de julho de 1948 (76 anos)     | Patriarca emérito de Lisboa                                                                          | FRA  | Fevereiro 2015 |
| Berhaneyesus Souraphiel, C.M.         | Haiti                          | 14 de julho de 1948 (76 anos)     | Arcebispo de Adis Abeba                                                                              | FRA  | Fevereiro 2015 |
| John Atcherley Dew                    | Nova Zelândia                  | 5 de maio de 1948 (76 anos)       | Arcebispo emérito de Wellington                                                                      | FRA  | Fevereiro 2015 |
| Charles Maung Bo                      | Myanmar                        | 29 de outubro de 1948 (76 anos)   | Arcebispo de Rangum                                                                                  | FRA  | Fevereiro 2015 |
| Francis Xavier Kriengsak Kovithavanij | Tailândia                      | 27 de junho de 1949 (75 anos)     | Arcebispo emérito de Bangkok                                                                         | FRA  | Fevereiro 2015 |
| Francesco Montenegro                  | Itália                         | 22 de maio de 1946 (78 anos)      | Arcebispo emérito de Agrigento                                                                       | FRA  | Fevereiro 2015 |
| Daniel Sturla Berhouet, S.D.B.        | Uruguai                        | 4 de julho de 1959 (65 anos)      | Arcebispo de Montevidéu                                                                              | FRA  | Fevereiro 2015 |
| Arlindo Gomes Furtado                 | Cabo Verde                     | 15 de novembro de 1949 (75 anos)  | Bispo de Santiago de Cabo Verde                                                                      | FRA  | Fevereiro 2015 |
| Soane Patita Paini Mafi               | Tonga                          | 19 de dezembro de 1961 (63 anos)  | Bispo de Tonga                                                                                       | FRA  | Fevereiro 2015 |
| Dieudonné Nzapalainga, C.S.Sp.        | República Centro-Africana      | 14 de março de 1961 (64 anos)     | Arcebispo de Bangui                                                                                  | FRA  | Novembro 2016  |
| Carlos Osoro Sierra                   | Espanha                        | 16 de maio de 1945 (79 anos)      | Arcebispo emérito de Madri                                                                           | FRA  | Novembro 2016  |
| Sérgio da Rocha                       | Brasil                         | 21 de outubro de 1959 (65 anos)   | Arcebispo de Salvador e Primaz do Brasil                                                             | FRA  | Novembro 2016  |
| Blase Joseph Cupich                   | Estados Unidos                 | 19 de março de 1949 (76 anos)     | Arcebispo de Chicago                                                                                 | FRA  | Novembro 2016  |
| Jozef De Kesel                        | Bélgica                        | 17 de junho de 1947 (77 anos)     | Arcebispo emérito de Malinas-Bruxelas                                                                | FRA  | Novembro 2016  |
| Carlos Aguiar Retes                   | México                         | 9 de janeiro de 1950 (75 anos)    | Arcebispo de Cidade do México                                                                        | FRA  | Novembro 2016  |
| John Ribat, M.S.C.                    | Papua-Nova Guiné               | 9 de fevereiro de 1957 (68 anos)  | Arcebispo de Port Moresby                                                                            | FRA  | Novembro 2016  |
| Joseph William Tobin, C.Ss.R.         | Estados Unidos                 | 3 de maio de 1952 (72 anos)       | Arcebispo de Newark                                                                                  | FRA  | Novembro 2016  |
| Juan José Omella Omella               | Espanha                        | 21 de abril de 1946 (79 anos)     | Arcebispo de Barcelona                                                                               | FRA  | Junho 2017     |
| Anders Arborelius, O.C.D.             | Suécia                         | 24 de setembro de 1949 (75 anos)  | Bispo de Estocolmo                                                                                   | FRA  | Junho 2017     |
| Angelo De Donatis                     | Itália                         | 4 de janeiro de 1954 (71 anos)    | Penitenciário-mor do Supremo Tribunal da Penitenciária Apostólica                                    | FRA  | Junho 2018     |
| Joseph Coutts                         | Paquistão                      | 21 de julho de 1945 (79 anos)     | Arcebispo emérito de Carachi                                                                         | FRA  | Junho 2018     |
| António Marto                         | Portugal                       | 5 de maio de 1947 (77 anos)       | Bispo emérito de Leiria-Fátima                                                                       | FRA  | Junho 2018     |
| Désiré Tsarahazana                    | Madagáscar                     | 13 de junho de 1954 (70 anos)     | Arcebispo de Toamasina                                                                               | FRA  | Junho 2018     |
| Giuseppe Petrocchi                    | Itália                         | 19 de agosto de 1949 (75 anos)    | Arcebispo emérito de L'Aquila                                                                        | FRA  | Junho 2018     |
| Thomas Aquino Manyo Maeda             | Japão                          | 3 de março de 1949 (76 anos)      | Arcebispo de Osaka-Takamatsu                                                                         | FRA  | Junho 2018     |
| Ignatius Suharyo Hardjoatmodjo        | Indonésia                      | 9 de julho de 1950 (74 anos)      | Arcebispo de Jacarta Ordinário militar da Indonésia                                                  | FRA  | Outubro 2019   |
| Juan García Rodríguez                 | Cuba                           | 11 de julho de 1948 (76 anos)     | Arcebispo de Havana                                                                                  | FRA  | Outubro 2019   |
| Fridolin Ambongo Besungu, O.M.F.Cap.  | República Democrática do Congo | 24 de janeiro de 1960 (65 anos)   | Arcebispo de Quinxassa                                                                               | FRA  | Outubro 2019   |
| Jean-Claude Hollerich, S.J.           | Luxemburgo                     | 9 de agosto de 1958 (66 anos)     | Arcebispo de Luxemburgo                                                                              | FRA  | Outubro 2019   |
| Álvaro Leonel Ramazzini Imeri         | Guatemala                      | 16 de julho de 1947 (77 anos)     | Bispo de Huehuetenamgo                                                                               | FRA  | Outubro 2019   |
| Matteo Maria Zuppi                    | Itália                         | 11 de outubro de 1955 (69 anos)   | Arcebispo de Bolonha                                                                                 | FRA  | Outubro 2019   |
| Cristóbal López Romero, S.D.B.        | Espanha                        | 19 de maio de 1952 (72 anos)      | Arcebispo de Rabat                                                                                   | FRA  | Outubro 2019   |
| Antoine Kambanda                      | Ruanda                         | 10 de novembro de 1958 (66 anos)  | Arcebispo de Kigali                                                                                  | FRA  | Novembro 2020  |
| Wilton Daniel Gregory                 | Estados Unidos                 | 7 de dezembro de 1947 (77 anos)   | Arcebispo emérito de Washington                                                                      | FRA  | Novembro 2020  |
| José Lázaro Fuerte Advincula          | Filipinas                      | 30 de março de 1952 (73 anos)     | Arcebispo de Manila                                                                                  | FRA  | Novembro 2020  |
| Augusto Paolo Lojudice                | Itália                         | 1 de julho de 1964 (60 anos)      | Arcebispo de Siena-Colle Val d'Elsa-Montalcino                                                       | FRA  | Novembro 2020  |
| Jean-Marc Noël Aveline                | França                         | 26 de dezembro de 1958 (66 anos)  | Arcebispo de Marselha                                                                                | FRA  | Agosto 2022    |
| Peter Ebere Okpaleke                  | Nigéria                        | 1 de março de 1963 (62 anos)      | Bispo de Ekwulobia                                                                                   | FRA  | Agosto 2022    |
| Leonardo Ulrich Steiner, O.F.M.       | Brasil                         | 6 de novembro de 1950 (74 anos)   | Arcebispo de Manaus                                                                                  | FRA  | Agosto 2022    |
| Filipe Neri do Rosário Ferrão         | Índia                          | 20 de janeiro de 1953 (72 anos)   | Arcebispo de Goa e Damão                                                                             | FRA  | Agosto 2022    |
| Robert Walter McElroy                 | Estados Unidos                 | 5 de fevereiro de 1954 (71 anos)  | Arcebispo de Washington                                                                              | FRA  | Agosto 2022    |
| Virgílio do Carmo da Silva, S.D.B.    | Timor-Leste                    | 27 de novembro de 1967 (57 anos)  | Arcebispo de Díli                                                                                    | FRA  | Agosto 2022    |
| Oscar Cantoni                         | Itália                         | 1 de setembro de 1950 (74 anos)   | Bispo de Como                                                                                        | FRA  | Agosto 2022    |
| Anthony Poola                         | Índia                          | 15 de novembro de 1961 (63 anos)  | Arcebispo de Hyderabad                                                                               | FRA  | Agosto 2022    |
| Paulo Cezar Costa                     | Brasil                         | 20 de julho de 1967 (57 anos)     | Arcebispo de Brasília                                                                                | FRA  | Agosto 2022    |
| William Goh Seng Chye                 | Singapura                      | 25 de junho de 1957 (67 anos)     | Arcebispo de Singapura                                                                               | FRA  | Agosto 2022    |
| Adalberto Martínez Flores             | Paraguai                       | 8 de julho de 1951 (73 anos)      | Arcebispo de Assunção                                                                                | FRA  | Agosto 2022    |
| Giorgio Marengo, I.M.C.               | Mongólia                       | 7 de junho de 1974 (50 anos)      | Prefeito apostólico de Ulã Bator                                                                     | FRA  | Agosto 2022    |
| Pierbattista Pizzaballa, O.F.M.       | Israel                         | 21 de abril de 1965 (60 anos)     | Patriarca latino de Jerusalém                                                                        | FRA  | Setembro 2023  |
| Stephen Brislin                       | África do Sul                  | 24 de setembro de 1956 (68 anos)  | Arcebispo da Joanesburgo                                                                             | FRA  | Setembro 2023  |
| Ángel Sixto Rossi, S.J.               | Argentina                      | 11 de agosto de 1958 (66 anos)    | Arcebispo de Córdova                                                                                 | FRA  | Setembro 2023  |
| Luis José Rueda Aparicio              | Equador                        | 3 de março de 1962 (63 anos)      | Arcebispo de Bogotá                                                                                  | FRA  | Setembro 2023  |
| Grzegorz Ryś                          | Polónia                        | 9 de fevereiro de 1964 (61 anos)  | Arcebispo de Łódź                                                                                    | FRA  | Setembro 2023  |
| Stephen Ameyu Martin Mulla            | Sudão                          | 10 de janeiro de 1964 (61 anos)   | Arcebispo de Juba                                                                                    | FRA  | Setembro 2023  |
| José Cobo Cano                        | Espanha                        | 20 de setembro de 1965 (59 anos)  | Arcebispo de Madri                                                                                   | FRA  | Setembro 2023  |
| Protase Rugambwa                      | Tanzânia                       | 31 de maio de 1960 (64 anos)      | Arcebispo de Tabora                                                                                  | FRA  | Setembro 2023  |
| Sebastian Francis                     | Malásia                        | 11 de novembro de 1951 (73 anos)  | Bispo de Penang                                                                                      | FRA  | Setembro 2023  |
| Stephen Chow Sau-yan, S.J.            | Hong Kong                      | 7 de agosto de 1959 (65 anos)     | Bispo de Hong Kong                                                                                   | FRA  | Setembro 2023  |
| François-Xavier Bustillo, O.F.M.Conv. | França                         | 23 de novembro de 1968 (56 anos)  | Bispo de Ajaccio                                                                                     | FRA  | Setembro 2023  |
| Américo Aguiar                        | Portugal                       | 12 de dezembro de 1973 (51 anos)  | Bispo de Setúbal                                                                                     | FRA  | Setembro 2023  |
| Carlos Gustavo Castillo Mattasoglio   | Peru                           | 28 de fevereiro de 1950 (75 anos) | Arcebispo de Lima                                                                                    | FRA  | Dezembro 2024  |
| Vicente Bokalic Iglic, C.M.           | Argentina                      | 11 de junho de 1952 (72 anos)     | Arcebispo de Santiago del Estero                                                                     | FRA  | Dezembro 2024  |
| Luis Gerardo Cabrera Herrera, O.F.M.  | Equador                        | 11 de outubro de 1950 (74 anos)   | Arcebispo de Guayaquil                                                                               | FRA  | Dezembro 2024  |
| Fernando Natalio Chomalí Garib        | Chile                          | 10 de março de 1957 (68 anos)     | Arcebispo de Santiago do Chile                                                                       | FRA  | Dezembro 2024  |
| Tarcisius Isao Kikuchi, S.V.D.        | Japão                          | 1 de novembro de 1958 (66 anos)   | Arcebispo de Tóquio                                                                                  | FRA  | Dezembro 2024  |
| Pablo Virgilio Siongco David          | Filipinas                      | 2 de março de 1959 (66 anos)      | Bispo de Kalookan                                                                                    | FRA  | Dezembro 2024  |
| László Német, S.V.D                   | Sérvia                         | 7 de setembro de 1956 (68 anos)   | Arcebispo de Belgrado                                                                                | FRA  | Dezembro 2024  |
| Jaime Spengler, O.F.M.                | Brasil                         | 6 de setembro de 1960 (64 anos)   | Arcebispo de Porto Alegre                                                                            | FRA  | Dezembro 2024  |
| Ignace Bessi Dogbo                    | Costa do Marfim                | 17 de agosto de 1961 (63 anos)    | Arcebispo de Abidjã                                                                                  | FRA  | Dezembro 2024  |
| Jean-Paul Vesco, O.P.                 | Argélia                        | 10 de março de 1962 (63 anos)     | Arcebispo de Argel                                                                                   | FRA  | Dezembro 2024  |
| Dominique Joseph Mathieu, O.F.M.Conv. | Irão                           | 13 de junho de 1963 (61 anos)     | Arcebispo de Teerã-Isfahan                                                                           | FRA  | Dezembro 2024  |
| Roberto Repole                        | Itália                         | 28 de janeiro de 1967 (58 anos)   | Arcebispo de Turim                                                                                   | FRA  | Dezembro 2024  |
| Baldassare Reina                      | Itália                         | 26 de novembro de 1970 (54 anos)  | Vigário geral de Sua Santidade para a Diocese de Roma                                                | FRA  | Dezembro 2024  |
| Frank Leo                             | Canadá                         | 30 de junho de 1971 (53 anos)     | Arcebispo de Toronto                                                                                 | FRA  | Dezembro 2024  |
| Mykola Bychok, C.Ss.R.                | Ucrânia                        | 13 de fevereiro de 1980 (45 anos) | Bispo dos Santos Pedro e Paulo de Melbourne dos Ucranianos                                           | FRA  | Dezembro 2024  |
| Domenico Battaglia                    | Itália                         | 20 de janeiro de 1963 (62 anos)   | Arcebispo de Nápoles                                                                                 | FRA  | Dezembro 2024  |

### Cardeais-diáconos
| Nome                           | País           | Nascimento                        | Títulos ou funções | Papa | Consistório    |
| ------------------------------ | -------------- | --------------------------------- | --- | ---- | -------------- |
| Dominique Mamberti             | França         | 7 de março de 1952 (73 anos)      | Prefeito do Supremo Tribunal da Assinatura Apostólica Protodiácono                                                                        | FRA  | Fevereiro 2015 |
| Mario Zenari                   | Itália         | 5 de janeiro de 1946 (79 anos)    | Núncio apostólico na Síria | FRA  | Novembro 2016  |
| Kevin Joseph Farrell           | Estados Unidos | 2 de setembro de 1947 (77 anos)   | Cardeal Camerlengo da Santa Igreja Romana Prefeito do Dicastério para os Leigos, a Família e a Vida                                       | FRA  | Novembro 2016  |
| Konrad Krajewski               | Polónia        | 25 de novembro de 1963 (61 anos)  | Prefeito do Dicastério para o Serviço da Caridade                                                                                         | FRA  | Junho 2018     |
| José Tolentino de Mendonça     | Portugal       | 15 de dezembro de 1965 (59 anos)  | Prefeito do Dicastério para a Cultura e a Educação                                                                                        | FRA  | Outubro 2019   |
| Michael Czerny, S.J.           | Canadá         | 18 de julho de 1946 (78 anos)     | Prefeito do Dicastério para o Serviço do Desenvolvimento Humano Integral                                                                  | FRA  | Outubro 2019   |
| Mario Grech                    | Malta          | 20 de fevereiro de 1957 (68 anos) | Secretário geral do Sínodo dos Bispos | FRA  | Novembro 2020  |
| Marcello Semeraro              | Itália         | 22 de dezembro de 1947 (77 anos)  | Prefeito do Dicastério para as Causas dos Santos                                                                                          | FRA  | Novembro 2020  |
| Mauro Gambetti, O.F.M.Conv.    | Itália         | 27 de outubro de 1965 (59 anos)   | Vigário-geral de Sua Santidade para o Estado da Cidade do Vaticano Presidente da Fábrica de São Pedro Arcipreste da Basílica de São Pedro | FRA  | Novembro 2020  |
| Arthur Roche                   | Inglaterra     | 6 de março de 1950 (75 anos)      | Prefeito do Dicastério para o Culto Divino e Disciplina dos Sacramentos                                                                   | FRA  | Agosto 2022    |
| Lazarus You Heung-sik          | Coreia do Sul  | 17 de novembro de 1951 (73 anos)  | Prefeito do Dicastério para o Clero | FRA  | Agosto 2022    |
| Claudio Gugerotti              | Itália         | 7 de outubro de 1955 (69 anos)    | Prefeito do Dicastério para as Igrejas Orientais                                                                                          | FRA  | Setembro 2023  |
| Víctor Manuel Fernández        | Argentina      | 18 de julho de 1962 (62 anos)     | Prefeito do Dicastério para a Doutrina da Fé                                                                                              | FRA  | Setembro 2023  |
| Emil Paul Tscherrig            | Suíça          | 3 de fevereiro de 1947 (78 anos)  | Núncio apostólico emérito na Itália | FRA  | Setembro 2023  |
| Christophe Pierre              | França         | 30 de janeiro de 1946 (79 anos)   | Núncio apostólico nos Estados Unidos | FRA  | Setembro 2023  |
| Ángel Fernández Artime, S.D.B. | Espanha        | 21 de agosto de 1960 (64 anos)    | Pró-prefeito do Dicastério para os Institutos de Vida Consagrada e Sociedades de Vida Apostólica                                          | FRA  | Setembro 2023  |
| Rolandas Makrickas             | Lituânia       | 31 de janeiro de 1972 (53 anos)   | Arcipreste Coadjutor da Basílica de Santa Maria Maior                                                                                     | FRA  | Dezembro 2024  |
| Timothy Radcliffe, O.P.        | Inglaterra     | 22 de agosto de 1945 (79 anos)    | Mestre-geral emérito da Ordem dos Pregadores                                                                                              | FRA  | Dezembro 2024  |
| Fabio Baggio, C.S.             | Itália         | 15 de abril de 1965 (60 anos)     | Subsecretário para migrantes e refugiados do Dicastério para o Serviço do Desenvolvimento Humano Integral                                 | FRA  | Dezembro 2024  |
| George Jacob Koovakad          | Índia          | 11 de agosto de 1973 (51 anos)    | Prefeito do Dicastério para o Diálogo Inter-Religioso                                                                                     | FRA  | Dezembro 2024  |

## Ausentes
Inicialmente, Vinko Puljić anunciou que não poderia comparecer ao conclave por motivos de saúde, mas após receber autorização do seu médico, ele iria participar.

### Cardeais-presbíteros
| Nome                      | País    | Nascimento            | Títulos ou funções            | Consistório   | Papa | Motivo | Ref.              |
| ------------------------- | ------- | --------------------- | ----------------------------- | ------------- | ---- | ------ | ----------------- |
| Antonio Cañizares Llovera | Espanha | 10 de outubro de 1945 | Arcebispo emérito de Valência | Outubro 2006  | BXVI | Saúde  | [ 7 ] [ 8 ] [ 4 ] |
| John Njue                 | Quênia  | 1 de janeiro de 1946  | Arcebispo emérito de Nairóbi  | Novembro 2007 | BXVI | Saúde  | [ 9 ]             |

## Eméritos

### Cardeais-bispos
| Nome                         | País      | Nascimento                       | Títulos ou funções                                                                         | Papa | Consistório                                                                                |
| ---------------------------- | --------- | -------------------------------- | ------------------------------------------------------------------------------------------ | ---- | ------------------------------------------------------------------------------------------ |
| Giovanni Battista Re         | Itália    | 30 de janeiro de 1934 (91 anos)  | Decano do Colégio dos Cardeais Prefeito emérito do Dicastério para os Bispos               | JPII | Fevereiro 2001 (cardeal-bispo: 1 de outubro de 2002)                                       |
| Leonardo Sandri              | Argentina | 18 de novembro de 1943 (81 anos) | Vice-decano do Colégio dos Cardeais Prefeito do Dicastério para as Igrejas Orientais       | BXVI | Novembro 2007 (cardeal-bispo: 28 de junho de 2018)                                         |
| Francis Arinze               | Nigéria   | 1 de novembro de 1932 (92 anos)  | Prefeito emérito do Dicastério para o Culto Divino e Disciplina dos Sacramentos            | JPII | Maio 1985 (cardeal-presbítero: 29 de janeiro de 1996) (cardeal-bispo: 25 de abril de 2005) |
| Tarcisio Bertone, S.D.B.     | Itália    | 2 de dezembro de 1934 (90 anos)  | Cardeal camerlengo emérito da Santa Igreja Romana Secretário de Estado emérito da Santa Sé | JPII | Outubro 2003 (cardeal-bispo: 10 de maio de 2008)                                           |
| José Saraiva Martins, C.M.F. | Portugal  | 6 de janeiro de 1932 (93 anos)   | Prefeito emérito do Dicastério para as Causas dos Santos                                   | JPII | Fevereiro 2001 (cardeal-bispo: 24 de fevereiro de 2009)                                    |
| Marc Ouellet, P.S.S.         | Canadá    | 8 de junho de 1944 (80 anos)     | Prefeito emérito do Dicastério para os Bispos                                              | JPII | Outubro 2003 (cardeal-bispo: 28 de junho de 2018)                                          |
| Beniamino Stella             | Itália    | 18 de agosto de 1941 (83 anos)   | Prefeito emérito do Dicastério para o Clero                                                | FRA  | Fevereiro 2014 (cardeal-bispo: 1 de maio de 2020)                                          |

### Patriarcas
| Nome               | País   | Nascimento                        | Títulos ou funções                       | Papa | Consistório   |
| ------------------ | ------ | --------------------------------- | ---------------------------------------- | ---- | ------------- |
| Béchara Pierre Raï | Líbano | 25 de fevereiro de 1940 (85 anos) | Patriarca católico maronita de Antioquia | BXVI | Novembro 2012 |

### Cardeais-presbíteros
| Nome                                   | País                 | Nascimento                        | Títulos ou funções | Papa | Consistório                                                  |
| -------------------------------------- | -------------------- | --------------------------------- | --- | ---- | ------------------------------------------------------------ |
| Michael Michai Kitbunchu               | Tailândia            | 25 de janeiro de 1929 (96 anos)   | Arcebispo emérito de Bangkok Protopresbítero | JPII | Fevereiro 1983                                               |
| Paul Poupard                           | França               | 30 de agosto de 1930 (94 anos)    | Presidente emérito do Pontifício Conselho para a Cultura                                                                                                 | JPII | Maio 1985 (cardeal-presbítero: 29 de janeiro de 1996)        |
| Friedrich Wetter                       | Alemanha             | 20 de fevereiro de 1928 (97 anos) | Arcebispo emérito de Munique e Freising | JPII | Maio 1985                                                    |
| Nicolás de Jesús López Rodríguez       | República Dominicana | 31 de outubro de 1936 (88 anos)   | Arcebispo de São Domingos | JPII | Junho 1991                                                   |
| Roger Michael Mahony                   | Estados Unidos       | 27 de fevereiro de 1936 (89 anos) | Arcebispo emérito de Los Angeles | JPII | Junho 1991                                                   |
| Camillo Ruini                          | Itália               | 19 de fevereiro de 1931 (94 anos) | Cardeal vigário-geral emérito da Diocese de Roma | JPII | Junho 1991                                                   |
| Julius Riyadi Darmaatmadja, S.J.       | Indonésia            | 20 de dezembro de 1934 (90 anos)  | Arcebispo emérito de Jacarta | JPII | Novembro 1994                                                |
| Emmanuel Wamala                        | Uganda               | 15 de dezembro de 1926 (98 anos)  | Arcebispo emérito de Campala | JPII | Novembro 1994                                                |
| Adam Joseph Maida                      | Estados Unidos       | 18 de março de 1930 (95 anos)     | Arcebispo emérito de Detroit | JPII | Novembro 1994                                                |
| Juan Sandoval Íñiguez                  | México               | 28 de março de 1933 (92 anos)     | Arcebispo emérito de Guadalajara | JPII | Novembro 1994                                                |
| James Francis Stafford                 | Estados Unidos       | 26 de julho de 1932 (92 anos)     | Penitenciário-mor emérito da Penitenciária Apostólica | JPII | Fevereiro 1998 (cardeal-presbítero: 1 de março de 2008)      |
| Salvatore De Giorgi                    | Itália               | 6 de setembro de 1930 (94 anos)   | Arcebispo emérito de Palermo | JPII | Fevereiro 1998                                               |
| Antonio María Rouco Varela             | Espanha              | 24 de agosto de 1936 (88 anos)    | Arcebispo emérito de Madri | JPII | Fevereiro 1998                                               |
| Polycarp Pengo                         | Tanzânia             | 5 de agosto de 1944 (80 anos)     | Arcebispo emérito de Dar-es-Salaam | JPII | Fevereiro 1998                                               |
| Christoph Schönborn, O.P.              | Áustria              | 25 de janeiro de 1945 (80 anos)   | Arcebispo emérito de Viena | JPII | Fevereiro 1998                                               |
| Norberto Rivera Carrera                | México               | 6 de junho de 1942 (82 anos)      | Arcebispo emérito da Cidade do México | JPII | Fevereiro 1998                                               |
| Jānis Pujāts                           | Letónia              | 14 de novembro de 1930 (94 anos)  | Arcebispo emérito de Riga | JPII | Fevereiro 1998                                               |
| Crescenzio Sepe                        | Itália               | 2 de junho de 1943 (81 anos)      | Arcebispo emérito de Nápoles | JPII | Fevereiro 2001                                               |
| Walter Kasper                          | Alemanha             | 5 de março de 1933 (92 anos)      | Presidente emérito do Dicastério para a Promoção da Unidade dos Cristãos                                                                                 | JPII | Fevereiro 2001 (cardeal-presbítero: 21 de fevereiro de 2011) |
| Audrys Juozas Backis                   | Lituânia             | 1 de fevereiro de 1937 (88 anos)  | Arcebispo emérito de Vilnius | JPII | Fevereiro 2001                                               |
| Francisco Javier Errázuriz Ossa        | Chile                | 5 de setembro de 1933 (91 anos)   | Arcebispo emérito de Santiago do Chile | JPII | Fevereiro 2001                                               |
| Wilfrid Fox Napier, O.F.M.             | África do Sul        | 8 de março de 1941 (84 anos)      | Arcebispo emérito de Durban | JPII | Fevereiro 2001                                               |
| Óscar Rodríguez Maradiaga, S.D.B.      | Honduras             | 29 de dezembro de 1942 (82 anos)  | Arcebispo emérito de Tegucigalpa | JPII | Fevereiro 2001                                               |
| Juan Luis Cipriani Thorne              | Peru                 | 28 de dezembro de 1943 (81 anos)  | Arcebispo emérito de Lima | JPII | Fevereiro 2001                                               |
| Julián Herranz Casado                  | Espanha              | 31 de março de 1930 (95 anos)     | Presidente emérito do Dicastério para os Textos Legislativos Presidente emérito da Pontifícia Comissão Disciplinar da Cúria Romana                       | JPII | Outubro 2003 (cardeal-presbítero: 12 de junho de 2014)       |
| Angelo Scola                           | Itália               | 7 de novembro de 1941 (83 anos)   | Arcebispo emérito de Milão | JPII | Outubro 2003                                                 |
| Anthony Olubunmi Okogie                | Nigéria              | 16 de junho de 1936 (88 anos)     | Arcebispo emérito de Lagos | JPII | Outubro 2003                                                 |
| Gabriel Zubeir Wako                    | Sudão                | 27 de fevereiro de 1941 (84 anos) | Arcebispo emérito de Cartum | JPII | Outubro 2003                                                 |
| Justin Francis Rigali                  | Estados Unidos       | 19 de abril de 1935 (90 anos)     | Arcebispo emérito de Filadélfia | JPII | Outubro 2003                                                 |
| Ennio Antonelli                        | Itália               | 18 de novembro de 1936 (88 anos)  | Presidente emérito do Pontifício Conselho para a Família                                                                                                 | JPII | Outubro 2003                                                 |
| Jean-Baptiste Phạm Minh Mẫn            | Vietname             | 5 de março de 1934 (91 anos)      | Arcebispo emérito de Ho Chi Minh | JPII | Outubro 2003                                                 |
| Franc Rodé                             | Eslovênia            | 23 de setembro de 1934 (90 anos)  | Prefeito emérito do Dicastério para os Institutos de Vida Consagrada e Sociedades de Vida Apostólica                                                     | BXVI | Março 2006 (cardeal-presbítero: 20 de junho de 2016)         |
| Agostino Vallini                       | Itália               | 17 de abril de 1940 (85 anos)     | Cardeal emérito vigário-geral de Sua Santidade para a Diocese de Roma                                                                                    | BXVI | Março 2006                                                   |
| Gaudencio Borbon Rosales               | Filipinas            | 10 de agosto de 1932 (92 anos)    | Arcebispo emérito de Manila | BXVI | Março 2006                                                   |
| Jean-Pierre Bernard Ricard             | França               | 25 de setembro de 1944 (80 anos)  | Arcebispo emérito de Bordeaux | BXVI | Março 2006                                                   |
| Sean Patrick O'Malley, O.F.M.Cap.      | Estados Unidos       | 29 de junho de 1944 (80 anos)     | Arcebispo emérito de Boston | BXVI | Março 2006                                                   |
| Stanisław Dziwisz                      | Polónia              | 27 de abril de 1939 (85 anos)     | Arcebispo emérito de Cracóvia | BXVI | Março 2006                                                   |
| Joseph Zen Ze-kiun                     | China                | 13 de janeiro de 1932 (93 anos)   | Bispo emérito de Hong Kong | BXVI | Março 2006                                                   |
| Giovanni Lajolo                        | Itália               | 3 de janeiro de 1935 (90 anos)    | Presidente emérito do Pontifícia Comissão para o Estado da Cidade do Vaticano                                                                            | BXVI | Novembro 2007 (cardeal-presbítero: 19 de maio de 2018)       |
| Angelo Comastri                        | Itália               | 17 de setembro de 1943 (81 anos)  | Cardeal vigário-geral emérito para o Estado da Cidade do Vaticano Arcipreste emérito da Basílica de São Pedro Presidente emérito da Fábrica de São Pedro | BXVI | Novembro 2007                                                |
| Raffaele Farina                        | Itália               | 24 de setembro de 1933 (91 anos)  | Arquivista e bibliotecário emérito do Arquivo Apostólico e da Biblioteca Apostólica                                                                      | BXVI | Novembro 2007 (cardeal-presbítero: 19 de maio de 2018)       |
| Seán Baptist Brady                     | Irlanda              | 16 de agosto de 1939 (85 anos)    | Arcebispo emérito de Armagh | BXVI | Novembro 2007                                                |
| Lluís Martínez Sistach                 | Espanha              | 29 de abril de 1937 (87 anos)     | Arcebispo emérito de Barcelona | BXVI | Novembro 2007                                                |
| André Vingt-Trois                      | França               | 7 de novembro de 1942 (82 anos)   | Arcebispo emérito de Paris | BXVI | Novembro 2007                                                |
| Angelo Bagnasco                        | França               | 14 de janeiro de 1943 (82 anos)   | Arcebispo emérito de Gênova | BXVI | Novembro 2007                                                |
| Théodore-Adrien Sarr                   | Senegal              | 28 de novembro de 1936 (88 anos)  | Arcebispo emérito de Dacar | BXVI | Novembro 2007                                                |
| Oswald Gracias                         | Índia                | 24 de dezembro de 1944 (80 anos)  | Arcebispo de Bombaim | BXVI | Novembro 2007                                                |
| Estanislao Esteban Karlic              | Argentina            | 7 de fevereiro de 1926 (99 anos)  | Arcebispo emérito do Paraná | BXVI | Novembro 2007                                                |
| Francesco Monterisi                    | Itália               | 28 de maio de 1934 (90 anos)      | Arcipreste emérito da Basílica de São Paulo Extramuros                                                                                                   | BXVI | Novembro 2010                                                |
| Mauro Piacenza                         | Itália               | 15 de setembro de 1944 (80 anos)  | Penitenciário-mor do Penitenciária Apostólica | BXVI | Novembro 2010 (cardeal-presbítero: 3 de maio de 2021)        |
| Gianfranco Ravasi                      | Itália               | 18 de outubro de 1942 (82 anos)   | Presidente do Pontifício Conselho para a Cultura | BXVI | Novembro 2010 (cardeal-presbítero: 3 de maio de 2021)        |
| Paolo Romeo                            | Itália               | 20 de fevereiro de 1938 (87 anos) | Arcebispo emérito de Palermo | BXVI | Novembro 2010                                                |
| Donald William Wuerl                   | Estados Unidos       | 12 de novembro de 1940 (84 anos)  | Arcebispo emérito de Washington | BXVI | Novembro 2010                                                |
| Raymundo Damasceno                     | Brasil               | 15 de fevereiro de 1937 (88 anos) | Arcebispo emérito de Aparecida | BXVI | Novembro 2010                                                |
| Walter Brandmüller                     | Alemanha             | 26 de janeiro de 1929 (96 anos)   | Presidente emérito do Pontifício Comitê das Ciências Históricas                                                                                          | BXVI | Novembro 2010 (cardeal-presbítero: 3 de maio de 2021)        |
| Manuel Monteiro de Castro              | Portugal             | 29 de março de 1938 (87 anos)     | Penitenciário-mor emérito da Penitenciária Apostólica | BXVI | Fevereiro 2012 (cardeal-presbítero: 4 de março de 2022)      |
| Santos Abril y Castelló                | Espanha              | 21 de setembro de 1935 (89 anos)  | Arcipreste da Basílica de Santa Maria Maior | BXVI | Fevereiro 2012                                               |
| Antonio Maria Vegliò                   | Itália               | 3 de fevereiro de 1938 (87 anos)  | Presidente emérito do Pontifício Conselho para a Pastoral dos Migrantes e Itinerantes                                                                    | BXVI | Fevereiro 2012 (cardeal-presbítero: 4 de março de 2022)      |
| Giuseppe Bertello                      | Itália               | 1 de outubro de 1942 (82 anos)    | Presidente emérito do Governo da Cidade do Vaticano Presidente emérito da Pontifícia Comissão para o Estado da Cidade do Vaticano                        | BXVI | Fevereiro 2012 (cardeal-presbítero: 4 de março de 2022)      |
| Francesco Coccopalmerio                | Itália               | 6 de março de 1938 (87 anos)      | Presidente emérito do Dicastério para os Textos Legislativos                                                                                             | BXVI | Fevereiro 2012 (cardeal-presbítero: 4 de março de 2022)      |
| Edwin Frederick O'Brien                | Estados Unidos       | 8 de abril de 1939 (86 anos)      | Grão-mestre emérito da Ordem Equestre do Santo Sepulcro de Jerusalém                                                                                     | BXVI | Fevereiro 2012                                               |
| Domenico Calcagno                      | Itália               | 3 de fevereiro de 1943 (82 anos)  | Presidente emérito da Administração do Patrimônio da Sé Apostólica                                                                                       | BXVI | Fevereiro 2012 (cardeal-presbítero: 4 de março de 2022)      |
| Giuseppe Versaldi                      | Itália               | 30 de julho de 1943 (81 anos)     | Prefeito emérito da Congregação para a Educação Católica                                                                                                 | BXVI | Fevereiro 2012 (cardeal-presbítero: 4 de março de 2022)      |
| George Alencherry                      | Índia                | 19 de abril de 1945 (80 anos)     | Arcebispo emérito de Ernakulam-Angamaly (Siro-Malabar)                                                                                                   | BXVI | Fevereiro 2012                                               |
| Dominik Duka, O.P.                     | Chéquia              | 26 de abril de 1943 (81 anos)     | Arcebispo emérito de Praga | BXVI | Fevereiro 2012                                               |
| John Tong Hon                          | China                | 31 de julho de 1939 (85 anos)     | Bispo emérito de Hong Kong | BXVI | Fevereiro 2012                                               |
| Lucian Mureşan                         | Roménia              | 23 de maio de 1931 (93 anos)      | Arcebispo maior de Făgăraş e Alba Iulia (Greco-Católica Romena)                                                                                          | BXVI | Fevereiro 2012                                               |
| John Olorunfemi Onaiyekan              | Nigéria              | 29 de janeiro de 1944 (81 anos)   | Arcebispo emérito de Abuja | BXVI | Novembro 2012                                                |
| Rubén Salazar Gómez                    | Colômbia             | 22 de setembro de 1942 (82 anos)  | Arcebispo emérito de Bogotá | BXVI | Novembro 2012                                                |
| Lorenzo Baldisseri                     | Itália               | 29 de setembro de 1940 (84 anos)  | Secretário-geral do Sínodo dos Bispos | FRA  | Fevereiro 2014 (cardeal-presbítero: 1 de julho de 2024)      |
| Gualtiero Bassetti                     | Itália               | 7 de abril de 1942 (83 anos)      | Arcebispo emérito de Perugia–Città della Pieve | FRA  | Fevereiro 2014                                               |
| Andrew Yeom Soo-jung                   | Coreia do Sul        | 5 de dezembro de 1943 (81 anos)   | Arcebispo emérito de Seul | FRA  | Fevereiro 2014                                               |
| Ricardo Ezzati Andrello, S.D.B.        | Chile                | 7 de janeiro de 1942 (83 anos)    | Arcebispo emérito de Santiago do Chile | FRA  | Fevereiro 2014                                               |
| Orlando Beltran Quevedo, O.M.I.        | Filipinas            | 11 de março de 1939 (86 anos)     | Arcebispo emérito de Cotabato | FRA  | Fevereiro 2014                                               |
| Edoardo Menichelli                     | Itália               | 14 de outubro de 1939 (85 anos)   | Arcebispo emérito de Ancona-Osimo | FRA  | Fevereiro 2015                                               |
| Pierre Nguyễn Văn Nhơn                 | Vietname             | 1 de abril de 1938 (87 anos)      | Arcebispo emérito de Hanói | FRA  | Fevereiro 2015                                               |
| Alberto Suárez Inda                    | México               | 30 de janeiro de 1939 (86 anos)   | Arcebispo emérito de Morelia | FRA  | Fevereiro 2015                                               |
| Ricardo Blázquez Pérez                 | Espanha              | 13 de abril de 1942 (83 anos)     | Arcebispo emérito de Valhadolide | FRA  | Fevereiro 2015                                               |
| José Lacunza Maestrojuán, O.A.R.       | Panamá               | 24 de fevereiro de 1944 (81 anos) | Bispo emérito de David | FRA  | Fevereiro 2015                                               |
| Luis Héctor Villalba                   | Argentina            | 11 de outubro de 1934 (90 anos)   | Arcebispo emérito de Tucumã | FRA  | Fevereiro 2015                                               |
| Júlio Duarte Langa                     | Moçambique           | 27 de outubro de 1927 (97 anos)   | Bispo emérito de Xai-Xai | FRA  | Fevereiro 2015                                               |
| Patrick D’Rozario, C.S.C.              | Bangladesh           | 1 de outubro de 1943 (81 anos)    | Arcebispo emérito de Daca | FRA  | Novembro 2016                                                |
| Baltazar Enrique Porras Cardozo        | Venezuela            | 10 de outubro de 1944 (80 anos)   | Arcebispo de Mérida | FRA  | Novembro 2016                                                |
| Maurice Piat, C.S.Sp.                  | Ilhas Maurícias      | 19 de julho de 1941 (83 anos)     | Bispo de Porto Luís | FRA  | Novembro 2016                                                |
| Jean Zerbo                             | Mali                 | 27 de dezembro de 1942 (82 anos)  | Arcebispo emérito de Bamaco | FRA  | Junho 2017                                                   |
| Louis-Marie Ling Mangkhanekhoun        | Laos                 | 8 de abril de 1944 (81 anos)      | Vigário apostólico de Vientiane | FRA  | Junho 2017                                                   |
| Gregorio Rosa Chávez                   | El Salvador          | 3 de setembro de 1942 (82 anos)   | Bispo auxiliar emérito de San Salvador | FRA  | Junho 2017                                                   |
| Pedro Ricardo Barreto Jimeno, S.J.     | Peru                 | 12 de fevereiro de 1944 (81 anos) | Arcebispo emérito de Huancayo | FRA  | Junho 2018                                                   |
| Toribio Ticona Porco                   | Bolívia              | 25 de abril de 1937 (87 anos)     | Prelato emérito de Corocoro | FRA  | Junho 2018                                                   |
| Sigitas Tamkevičius, S.J.              | Lituânia             | 7 de novembro de 1938 (86 anos)   | Arcebispo emérito da Kaunas | FRA  | Outubro 2019                                                 |
| Celestino Aós Braco, O.F.M.Cap.        | Chile                | 6 de abril de 1945 (80 anos)      | Arcebispo emérito de Santiago do Chile | FRA  | Novembro 2020                                                |
| Felipe Arizmendi Esquivel              | México               | 1 de maio de 1940 (84 anos)       | Bispo emérito de San Cristóbal de Las Casas | FRA  | Novembro 2020                                                |
| Jorge Enrique Jiménez Carvajal, C.I.M. | Colômbia             | 29 de março de 1942 (83 anos)     | Arcebispo emérito de Cartagena | FRA  | Agosto 2022                                                  |
| Arrigo Miglio                          | Itália               | 18 de julho de 1942 (82 anos)     | Arcebispo emérito de Cagliari | FRA  | Agosto 2022                                                  |
| Diego Rafael Padrón Sánchez            | Venezuela            | 17 de agosto de 1939 (85 anos)    | Arcebispo emérito de Cumaná | FRA  | Setembro 2023                                                |

### Cardeais-diáconos
| Nome                             | País       | Nascimento                       | Títulos ou funções | Papa | Consistório   |
| -------------------------------- | ---------- | -------------------------------- | --- | ---- | ------------- |
| Ernest Simoni                    | Albânia    | 18 de outubro de 1928 (96 anos)  | Padre de Escodra-Pult | FRA  | Novembro 2016 |
| Luis Ladaria, S.J.               | Espanha    | 19 de abril de 1944 (81 anos)    | Prefeito emérito do Dicastério para a Doutrina da Fé                                                                              | FRA  | Junho 2018    |
| Giovanni Angelo Becciu           | Itália     | 2 de junho de 1948 (76 anos)     | | FRA  | Junho 2018    |
| Aquilino Bocos Merino, C.M.F.    | Espanha    | 17 de maio de 1938 (86 anos)     | Superior general emérito da Congregação dos Missionários Filhos do Imaculado Coração de Maria                                     | FRA  | Junho 2018    |
| Michael Louis Fitzgerald, M Afr  | Inglaterra | 17 de agosto de 1937 (87 anos)   | Núncio apostólico emérito do Egito Presidente emérito do Dicastério para o Diálogo Inter-Religioso                                | FRA  | Outubro 2019  |
| Silvano Maria Tomasi, C.S.       | Itália     | 12 de outubro de 1940 (84 anos)  | Delegado especial da Ordem de Malta                                                                                               | FRA  | Novembro 2020 |
| Raniero Cantalamessa, O.F.M.Cap. | Itália     | 22 de julho de 1934 (90 anos)    | Pregador Apostólico Emérito | FRA  | Novembro 2020 |
| Enrico Feroci                    | Itália     | 27 de agosto de 1940 (84 anos)   | Capelão de Sua Santidade | FRA  | Novembro 2020 |
| Fernando Vérgez Alzaga, L.C.     | Espanha    | 1 de março de 1945 (80 anos)     | Presidente emérito da Pontifícia Comissão para o Estado da Cidade do Vaticano Presidente emérito do Governo da Cidade do Vaticano | FRA  | Agosto 2022   |
| Gianfranco Ghirlanda, S.J.       | Itália     | 5 de julho de 1942 (82 anos)     | Reitor emérito da Pontifícia Universidade Gregoriana                                                                              | FRA  | Agosto 2022   |
| Fortunato Frezza                 | Itália     | 6 de fevereiro de 1942 (83 anos) | Cônego da Basílica de São Pedro                                                                                                   | FRA  | Agosto 2022   |
| Agostino Marchetto               | Itália     | 28 de agosto de 1940 (84 anos)   | Secretário emérito do Pontifício Conselho para a Pastoral dos Migrantes e Itinerantes                                             | FRA  | Setembro 2023 |
| Luis Pascual Dri, O.F.M.Cap.     | Argentina  | 17 de abril de 1927 (98 anos)    | Confessor no Santuário de Nossa Senhora de Pompeia (Buenos Aires)                                                                 | FRA  | Setembro 2023 |
| Angelo Acerbi                    | Itália     | 23 de setembro de 1925 (99 anos) | Núncio apostólico emérito dos Países Baixos                                                                                       | FRA  | Dezembro 2024 |